# ATP Challenger Garmisch-Partenkirchen
Der ATP Challenger Garmisch-Partenkirchen (offiziell: Garmisch-Partenkirchen Challenger) war ein Tennisturnier, das zwischen 1993 und 1995 in Garmisch-Partenkirchen, Bayern, stattfand. Es gehörte zur ATP Challenger Tour und wurde in der Halle auf Teppich gespielt. Mit zwei Titeln im Doppel ist Alexander Mronz der einzige mehrfache Turniersieger.

## Liste der Sieger

### Einzel
| Jahr | Sieger            | Finalgegner   | Ergebnis |
| ---- | ----------------- | ------------- | -------- |
| 1995 | Nicolas Kiefer    | Dick Norman   | 7:6, 7:6 |
| 1994 | Karol Kučera      | Sláva Doseděl | 6:3, 6:2 |
| 1993 | Martin Laurendeau | Patrick Baur  | 6:0, 6:4 |

### Doppel
| Jahr | Sieger                            | Finalgegner                      | Ergebnis      |
| ---- | --------------------------------- | -------------------------------- | ------------- |
| 1995 | Lionel Barthez Nuno Marques       | Mathias Huning Dick Norman       | 7:6, 7:6      |
| 1994 | Patrik Kühnen Alexander Mronz (2) | Thomas Gollwitzer Brent Haygarth | 6:4, 6:2      |
| 1993 | Mike Bauer Alexander Mronz (1)    | Filip Dewulf Tom Vanhoudt        | 7:6, 3:6, 6:2 |